# 阿爾伯特公園
阿爾伯特公園為澳洲維多利亞州墨爾本內城巿區，在核心商業區南方3（1.9英里），以寬闊的街道、歷史文化建築、排屋、露天咖啡廳、公園和大量成熟的棕櫚樹和英桐樹見稱。
自1996年起，阿爾伯特公園每年都有舉辦一級方程式賽車。

## 毗鄰
- 墨爾本皇家植物園
- 福克納公園（英语：Fawkner Park, Melbourne）
- 圣基尔达